# بخش لیندسبری
بخش لیندسبری (به سوئدی: Lindesbergs kommun) یک ناحیه شهری در سوئد است که در شهرستان اوربرو واقع شده‌است.

## خواهرخوانده
شهرهای Kuusankoski, Oppdal و Jammerbugt Municipality خواهرخوانده‌های بخش لیندسبری هستند.